# Râul Deveselu
Râul Deveselu este un curs de apă, afluent al râului Redea. 